# RAF Support Command
Das RAF Support Command war zwischen 1973 und 1994 als Luftunterstützungskommando ein Kommando der britischen Royal Air Force (RAF) und zuständig für die Instandhaltungs- und Wartungseinheiten, die Unterstützung sowie ab 1977 auch für die Ausbildung der Luftstreitkräfte.

## Geschichte
Am 31. August 1973 wurde das bisherige für Instandhaltung zuständige RAF Maintenance Command in Support Command umbenannt und dessen bisheriger Befehlshaber Air Marshal Reginald Harland erster Befehlshaber des Support Command. Nachdem am 13. Juni 1977 das bisherige Luftausbildungskommando (RAF Training Command) dem Support Command unterstellt wurde, wurde dieses in RAF Support Command umbenannt, dessen erster Befehlshaber der bisherige Befehlshaber des RAF Training Command, Air Marshal Rex Roe, wurde. Am 1. April 1994 wiederum wurde das RAF Support Command aufgeteilt in das Personal- und Ausbildungskommando der Luftstreitkräfte (RAF Personnel and Training Command) sowie in das Logistikkommando der Luftstreitkräfte (RAF Logistics Command).

## Befehlshaber
Das Support Command beziehungsweise RAF Support Command unterstand einem Generalleutnant (Air Marshal) als Kommandierendem General AOC-in-C (Air Officer Commander-in-Chief) entsprechend dem heutigen NATO-Rangcode OF-8. 
| Amtszeitbeginn   | Dienstgrad        | Amtsinhaber             |
| ---------------- | ----------------- | ----------------------- |
| 31. August 1973  | Air Marshal       | Reginald Harland        |
| 13. Juni 1977    | Air Marshal       | Rex Roe                 |
| 30. August 1978  | Air Marshal       | Keith Williamson        |
| 3. Mai 1980      | Air Marshal       | John Gingell            |
| 27. April 1981   | Air Marshal       | Michael Beavis          |
| 15. Februar 1984 | Air Marshal       | David Harcourt-Smith    |
| 2. Januar 1986   | Air Marshal       | John Sutton             |
| 5. April 1989    | Air Chief Marshal | Michael Graydon         |
| 1991             | Air Chief Marshal | John Thomson            |
| 5. Oktober 1992  | Air Chief Marshal | John Willis             |
| 1. April 1994    |                   | Auflösung des Kommandos |